# MediaMarkt
MediaMarkt és una cadena d'establiments de grans superfícies, dedicada a la venda d'electrodomèstics, informàtica i electrònica de consum, que pertany a MediaMarktSaturn Retail Group, filial del grup alemany Ceconomy.
Fou fundada pels empresaris Leopold Stiefel, Walter Gunz, Erich Kellerhals i Helga Kellerhals. El primer establiment es va obrir el 29 de novembre de 1979 a Múnic. En l'actualitat, és el major minorista europeu d'electrònica de consum.
El 1985, Mediamarkt ja tenia obertes nou botigues prop de Múnic.
El 1989 comença l'expansió de l'empresa per Europa.
El 1995 es va crear el seu eslògan més famós: Jo no soc tonto.
La primera botiga Media Markt a Espanya va ser inaugurada al 1999, a San Sebastián de los Reyes (Madrid).
El 2010 Mediamarkt crea les seves marques pròpies: Isy, Koenic, Peak i OK.
El 2014 i 2015, les dos botigues de Mediamarkt que més van facturar van ser, en primer lloc Mediamarkt la Maquinista, i en segon lloc Mediamarkt San Sebastian de los reyes.
Actualment a Espanya MediaMarkt compta amb 107 botigues físiques i una online, amb 7000 empleats a 12 de novembre de 2021, sent el seu tercer mercat nacional per facturació, després d'Alemanya i Itàlia.